# Astangu
Astangu est un quartier du district de  Haabersti à Tallinn en Estonie.

## Description
En 2019, Astangu compte 4 038 habitants.
Sa superficie est de 2,07 km2.
Les rues du quartier sont : Astangu tänav, Harkumetsa tee, Jalami tänav, Kadaka tee, Kotermaa tänav, Moonalao tänav, Paldiski maantee, Rehe põik, Rehe tänav, Tagala tänav et Tasandi tänav.

## Population
| 2008  | 2010  | 2011  | 2012  | 2013  | 2014  |
| ----- | ----- | ----- | ----- | ----- | ----- |
| 2 951 | 3 054 | 3 074 | 3 082 | 3 152 | 3 228 |

| 2015  | 2016  | 2017  | 2018  | 2019  | 2020  |
| ----- | ----- | ----- | ----- | ----- | ----- |
| 3 274 | 3 287 | 3 344 | 3 695 | 4 038 | 4 406 |

| 2021  | 2022  | - | - | - | - |
| ----- | ----- | - | - | - | - |
| 4 796 | 5 109 | - | - | - | - |

## Transports
La ligne de bus n° 61 dessert Astangu. 
Les lignes de bus n° 27 et 62 longent la route Paldiski maantee près d'Astangu.

## Galerie

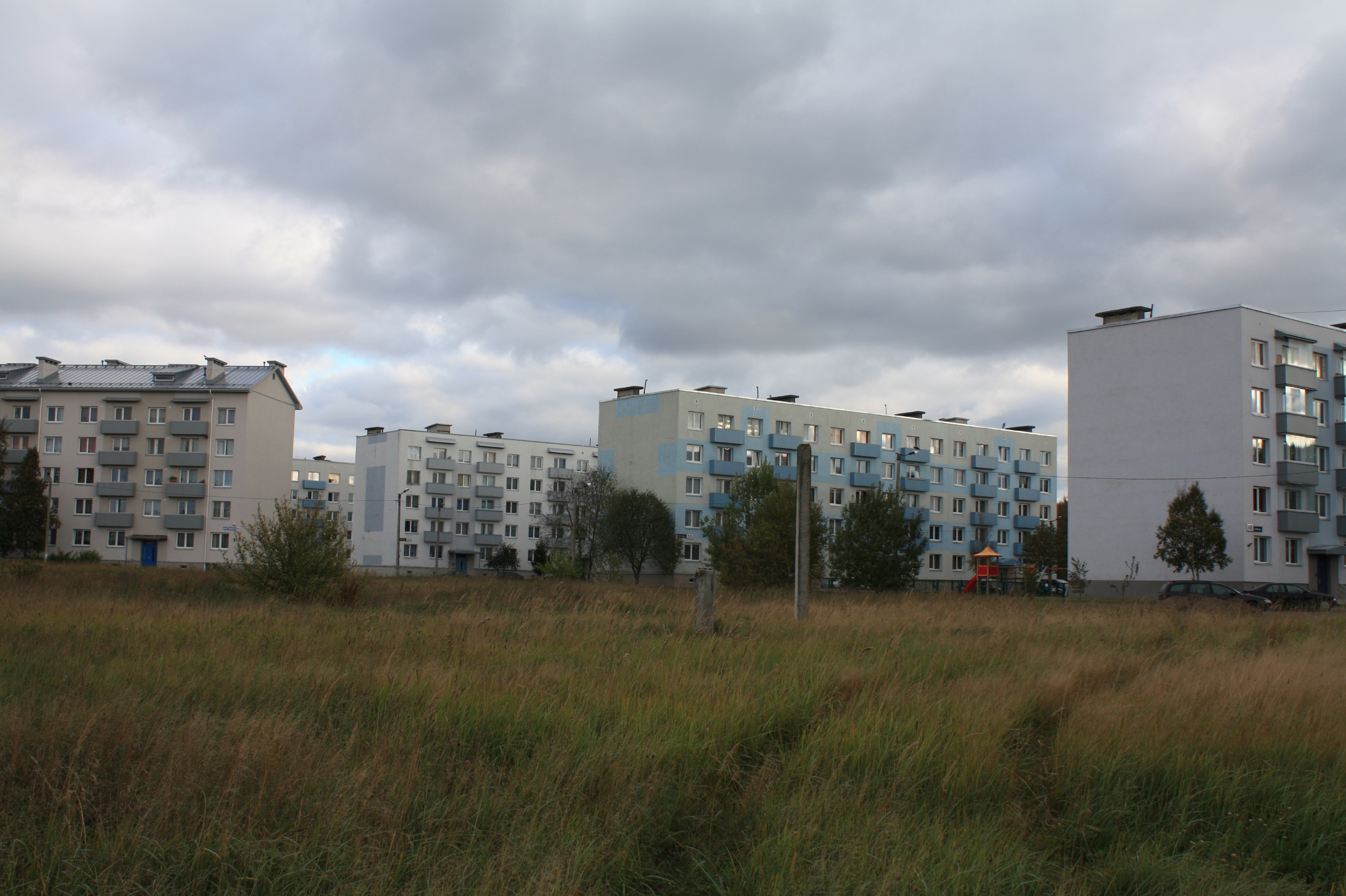
Bâtiments de l'époque soviétique.
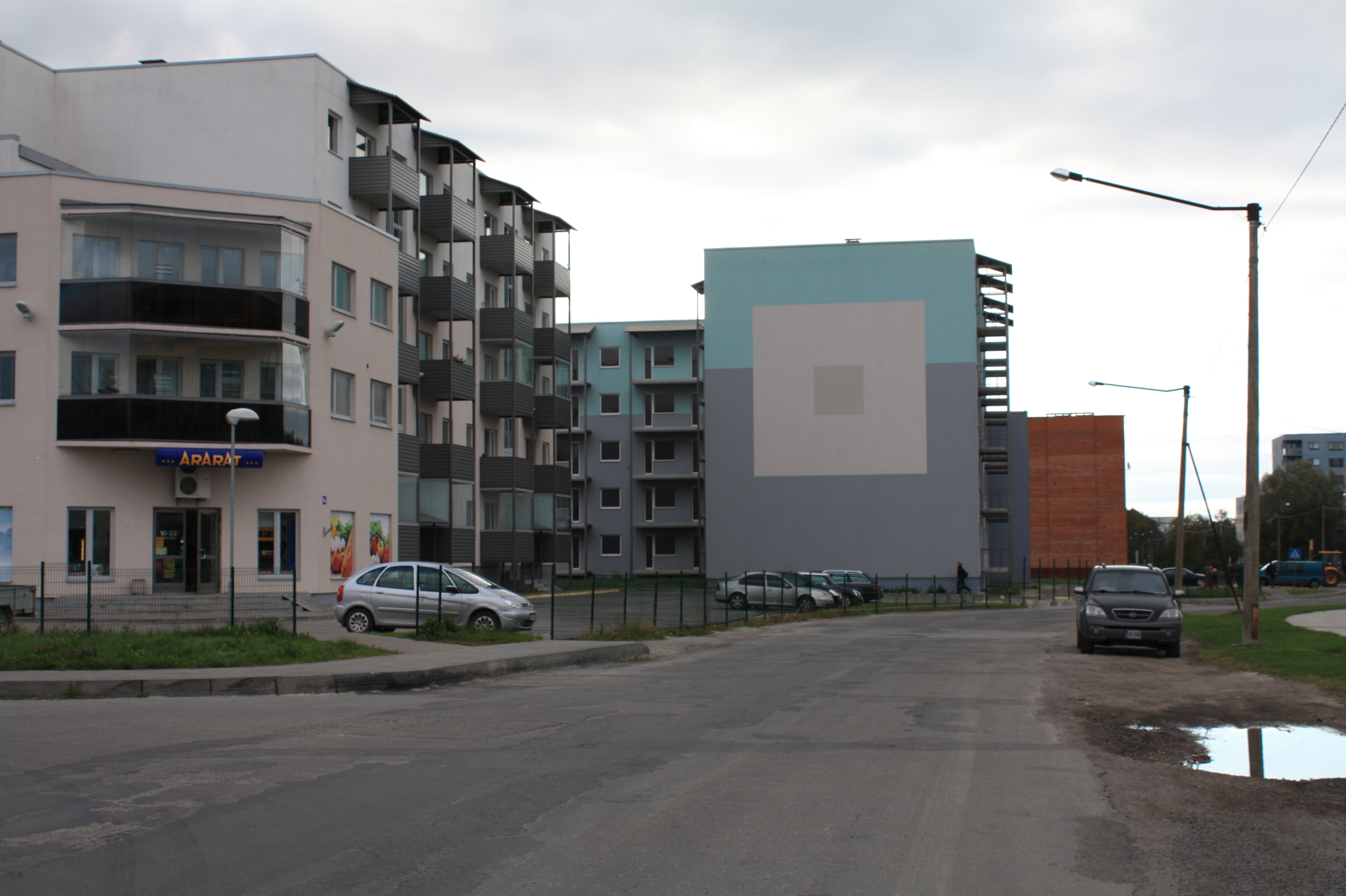
Nouveaux bâtiments.
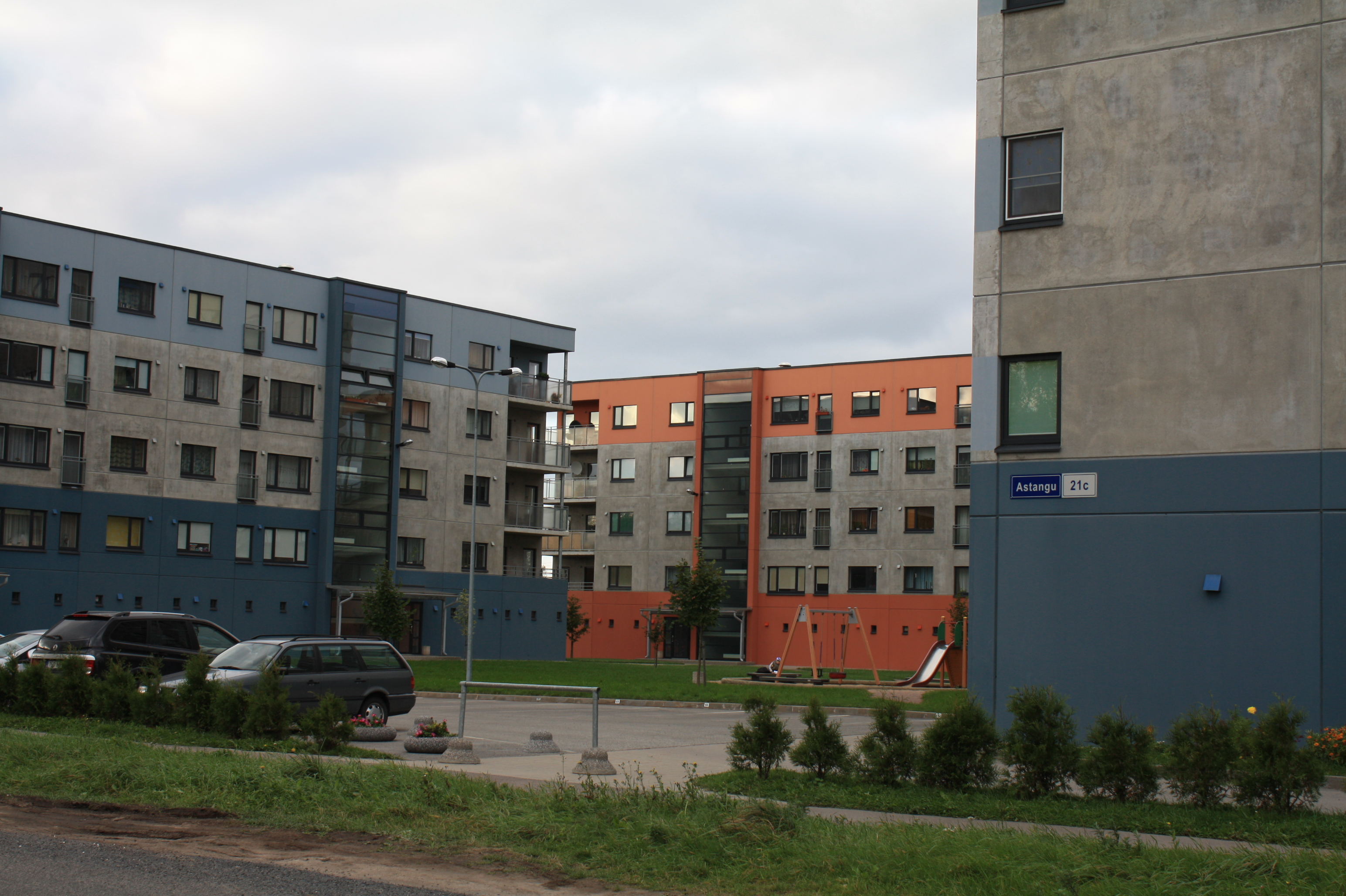
Nouveaux bâtiments.